# Portsmouthská smlouva
Portsmouthská smlouva formálně ukončila rusko-japonskou válku. Byla podepsána 5. září 1905, po jednáních, která probíhala od 6. do 30. srpna v Kittery ve státě Maine. Uzavření smlouvy napomohl americký prezident Theodore Roosevelt, který byl za vynaložené úsilí oceněn Nobelovou cenou za mír.

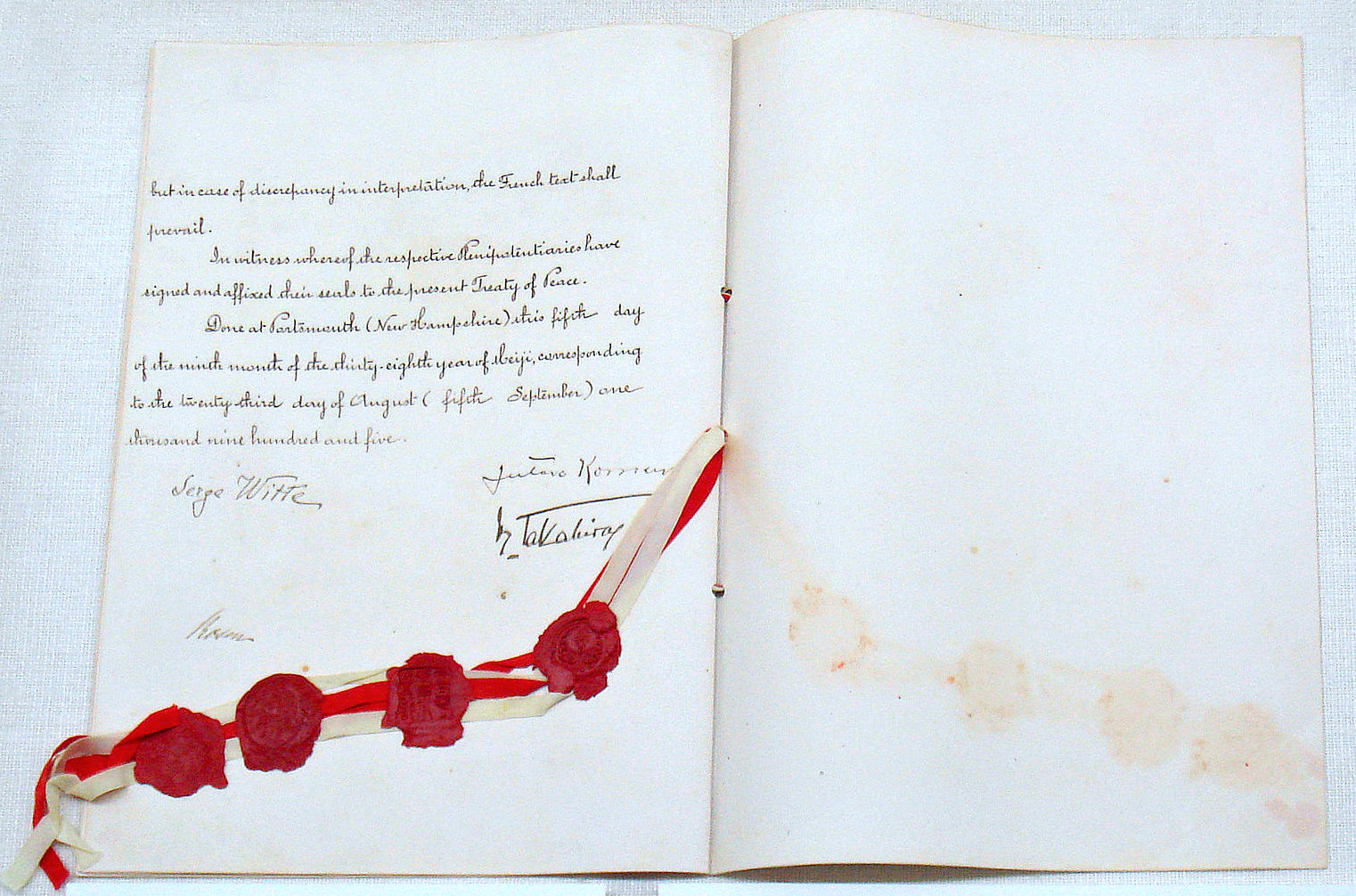
Japonsko-ruská mírová smlouva z 5. září 1905 v diplomatickém archivu japonského ministerstva zahraničí

## Historické pozadí

Vyjednávání Portsmouthské smlouvy (1905) — zleva doprava: Rusové na vzdálenější straně stolu Korostovec, Nabokov, Witte, Rosen a Plancon; Japonská delegace na bližší straně: Adači, Očiai, Komura, Takahira a Satō. Konferenční stůl je vystaven v muzeu Meidži-mura v japonské prefektuře Inujama

Ve válce v letech 1904–05 se utkalo Rusko, imperiální mocnost s jednou z největších armád, a Japonské císařství, teprve nedávno industrializovaná země, která se vymanila z dvě a půl století trvající izolace. Po řadě bitev na liaotungském poloostrově byly ruské armády vytlačeny z jižního Mandžuska a bitva u Cušimy skončila katastrofální porážkou carského námořnictva. Široké společenské vrstvy v Rusku válku odmítaly a země se ocitla na pokraji revoluce. Japonsko sice dosáhlo vítězství, ale ekonomika byla válkou silně postižena a země se potýkala s rychle narůstajícími zahraničními dluhy. Kromě toho se silám dislokovaným v Mandžusku prodloužily zásobovací trasy. Rusové neztratili žádné území a nadále přisunovali posily po Transsibiřské magistrále. Japonsko shledávalo vleklou válku jako nevýhodnou a již v červenci 1904 začala vláda hledat prostředníka, který by pomohl dosáhnout příměří.
Po oslovení japonskou stranu se role zprostředkovatele ujal americký prezident Theodore Roosevelt, který veřejně vyjádřil projaponský postoj na začátku války. Jak ale válka postupovala, Roosevelt začal projevovat obavy z vojenské síly Japonska a dopadu posílení na dlouhodobé zájmy Spojených států v Asii. V únoru 1905 poslal Roosevelt návrhy ruské vládě prostřednictvím amerického vyslance v Petrohradě. Rusové zpočátku nereagovali a Mikuláš II. se stále domníval, že Rusko časem dosáhne převahy a nakonec zvítězí. V tu chvíli se i Japonci stavěli k uzavření míru vlažně, neboť série vítězství pokračovala bez přerušení. Po bitvě u Mukdenu, která byla z hlediska živé síly i materiálních zdrojů pro obě strany mimořádně nákladná, však japonský ministr zahraničí Jutaró Komura usoudil, že nastal čas, aby se zasadil o urovnání.
Masatake Terauči, japonský ministr války, se 8. března 1905 sešel s americkým velvyslancem v Japonsku Lloydem Griscomem proto, aby tlumočil Rooseveltovi, že Japonsko je připraveno jednat. Z ruské strany však žádná reakce nepřicházela. Teprve dva dny po ztrátě ruského loďstva v bitvě u Cušimy se Mikuláš II. sešel s velkoknížaty a s vojenským velením a svolil k mírovým jednáním. Jako místo pro jednání Roosevelt zvolil Portsmouth v New Hampshire především proto, že rozhovory začaly v srpnu a chladnější klima v Portsmouthu bylo příznivější, než vrcholící léto ve Washingtonu, D.C.

## Portsmouthská mírová konference
Japonskou delegaci vedl ministr zahraničí Jutaró Komura, doprovázel jej vyslanec ve Washingtonu Kogoró Takahira. Ruskou delegaci vedl bývalý ministr financí Sergej Witte, doprovázený bývalým vyslancem v Japonsku Romanem Rosenem a odborníkem na mezinárodní právo a arbitráž Friedrichem Martensem. Obě delegace přijely do Portsmouthu 8. srpna a ubytovaly se v New Castle v Hotelu Wentworth (kde bylo podepsáno příměří) a každý den byli převáženi přes řeku Piscataqua na námořní základnu v Kittery v Maine, kde jednání probíhala.

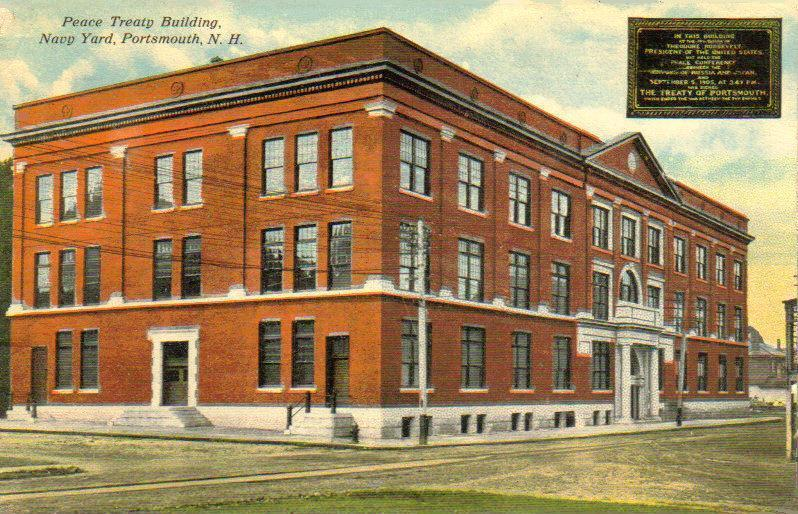
Místo podpisu smlouvy na pohlednici z roku 1912

Jednání probíhala v budově General Stores (nyní číslo 86). Mahagonový nábytek v jednací místnosti byl objednán ve Washingtonu podle vzoru z Cabinet Room v Bílém domě.
Před zahájením jednání zaujal Mikuláš II. tvrdou linii a zakázal svým delegátům souhlasit s jakýmikoli územními ústupky, reparacemi či s omezeními v rozmístění ruských sil na Dálném východě. Japonci požadovali uznání jejich zájmů v Koreji, odsun všech ruských sil z Mandžuska a značné reparace. Jako trumf Japonci vznesli požadavek na uznání držby Sachalinu, který ovládli teprve v červenci 1905.
Mezi 9. a 30. srpnem se uskutečnilo celkem 12 zasedání. Během prvních osmi setkání delegáti dosáhli shody v osmi bodech, mezi jiným se dohodli na okamžitém příměří, uznání japonských nároků v Koreji a odchodu ruských vojsk z Mandžuska. Dále na Rusku požadovali navrácení pronajatých území Číně (Port Arthur a Dalnyj) a předání Jihomandžuské železniční společnosti a těžebních koncesí Japonsku. Čínskou východní dráhu v severním Mandžusku si Rusové měli ponechat.
Na zbývajících čtyřech jednáních se řešily nejsložitější záležitosti: otázka reparací a otázka územních změn. 18. srpna Roosevelt doporučil, aby Rosen navrhl k vyřešení územních nároků Sachalin rozdělit. 23. srpna však Witte navrhl, aby si Japonci ponechali Sachalin a upustili od nároků na reparace. Když Komura návrh zamítl, Witte varoval, že byl pověřen, aby ukončil jednání a že válka bude pokračovat. Toto ultimátum přišlo v okamžiku, kdy do Mandžuska dorazily čtyři nové ruské divize a kdy ruská delegace začala okázale balit kufry a hotovit se k odjezdu. Witte byl přesvědčen, že Japonci si nemohou dovolit znovu zahájit válku, a prostřednictvím tisku a s pomocí amerických hostitelů vyvíjel nátlak, aby přesvědčil Japonce, že peněžní kompenzace je něco, s čím Rusko nikdy nebude souhlasit. Komura nakonec Wittemu ustoupil a výměnou za jižní polovinu Sachalinu Japonci upustili od nároků na odškodnění.
Smlouva byla podepsána 5. září, ratifikována byla japonskou Tajnou radou 10. října a v Rusku 14. října 1905.

## Důsledky
Podpis smlouvy okamžitě vyřešil spory na Dálném východě a na tři desetiletí zajistil mírové soužití ve válce zúčastněných stran. Smlouva potvrdila vzestup Japonska mezi přední mocnosti ve východní Asii a přiměla Rusko opustit expanzionistickou politiku.
Ale Japonci smlouvu nepřijali. Veřejnost si byla vědoma nepřerušeného řetězce vojenských vítězství nad Rusy, ale nevnímala vynaložené náklady. Ve světle vítězství se výsledek smlouvy zdál být rezignací před evropskými mocnostmi a frustrace přivedla k Hibijským nepokojům a k pádu kabinetu Taró Kacury 7. ledna 1906.
Díky roli, kterou sehrál americký prezident Theodore Roosevelt, se Spojené státy staly nepominutelnou silou světové diplomacie. Roosevelt obdržel v roce 1906 Nobelovu cenu míru za zprostředkování mírových rozhovorů a za podporu během jednání. A to přesto, že do Portsmouthu vůbec nedorazil.